# Прерадович, Паула фон
Паула фон Прерадович (нем. Paula Preradović; 1887—1951) — австрийская писательница и поэтесса, автор текста официального гимна Австрии.

## Биография
Родилась в Вене, приходилась внучкой сербскому поэту и генералу австро-венгерской армии Петару Прерадовичу. В 1889 году, в возрасте двух лет переехала с родителями в Пулу, где проходил службу её отец, офицер флота Душан Прерадович. Паула прожила в Пуле с 1889 по 1913 годы, в 1901—1905 годах училась в школе-интернате в Санкт-Пёльтене. В 1913 году переехала в Мюнхен, где окончила курсы медсестёр, а после начала Первой мировой войны поступила на службу в военный госпиталь при Венском университете. В 1916 году вышла замуж за историка и журналиста Эрнста Молдена, с которым некоторое время жила в Копенгагене, а с 1920 года до конца жизни — в Вене. В браке у них было двое сыновей — Отто и Фриц.
Паула Прерадович начала писать стихи в юности, в 1920-х годах опубликовала несколько сборников стихов. С конца 1930-х годов писала также прозу, в 1940 году опубликовала роман «Паве и Перо» (нем. Pave und Pero), в основу которого легла переписка её деда, Петара Прерадовича (Перо) со своей первой женой Полин де Понте (Паве).
В 1946 году Паула Прерадович по просьбе тогдашнего министра образования Австрии Феликса Хурдеса приняла участие в конкурсе по сочинению текста нового национального гимна Австрии. Её стихотворение «Край гор и вод, страна потоков» (нем. Land der Berge, Land am Strome) было признано лучшим вариантом и после внесения небольших поправок 25 февраля 1947 утверждено официальным текстом национального гимна Австрийской Республики.
Умерла в 1951 году, похоронена на Центральном кладбище Вены рядом с мужем. В 1954 году в её честь была названа улица Прерадовичгассе (нем. Preradovicgasse) в венском районе Пенцинг.

## Публикации

### Поэзия
- Südlicher Sommer, Verlag Kösel/Pustet, München 1929
- Dalmatinische Sonette, Paul Zsolnay Verlag, Berlin/Wien/Leipzig 1933
- Lob Gottes im Gebirge, Verlag Pustet, Salzburg/Leipzig 1936
- Ritter, Tod und Teufel, Österreichische Verlagsanstalt, Innsbruck 1946

### Проза
- Pave und Pero. Kroatischer Roman 1940
- Wiener Chronik, 1945
- Königslegende, 1950
- Die Versuchung des Columba, 1951
- Tagebuch, veröffentlicht 1995

## В филателии
Паула Прерадович изображена на австрийской почтовой марке 1996 года.